# Архиепархия Бейры
Архиепархия Бейры (лат. Archidioecesis Beirensis) — архиепархия Римско-Католической церкви c центром в городе Бейра, Мозамбик. Юрисдикция архиепархии Бейры распространяется на провинцию Софала. В митрополию Бейры входят епархии Герю, Келимане,  Тете, Шимойо. Кафедральным собором архиепархии Бейры является церковь Пресвятой Девы Марии Розария.

## История
4 сентября 1940 года Римский папа Пий XII издал буллу Sollemnibus Conventionibus, которой учредил епархию Бейры, выделив её из территориальной прелатуры Мозамбика. Когда территориальная прелатура Мозамбика была преобразована в архиепархию Лоренсу-Маркиша (сегодня — Архиепархия Мапуту), епархия Бейры стала суффраганной по отношению к ней.
6 октября 1954 года и 6 мая 1962 года епархия Бейры передала часть своей территории в пользу возведения новых епархий Келимане и Тете.
4 июня 1984 года Римский папа Иоанн Павел II издал буллу Quo efficacius, которой возвёл епархию Бейры в ранг архиепархии.
19 ноября 1990 года архиепархия Бейры передала часть своей территории в пользу возведения новой епархии Шимойо.

## Ординарии архиепархии
- епископ Sebastiano Soares de Resende (21.04.1943 — 25.01.1967);
- епископ Manuel Ferreira Cabral (3.07.1967 — 1.07.1971);
- епископ Altino Ribeiro de Santana (19.02.1972 — 27.02.1973);
- епископ Ernesto Gonçalves Costa O.F.M.[1]  (23.12.1974 — 3.12.1976);
- архиепископ Jaime Pedro Gonçalves (3.12.1976 — 14.01.2012);
  - João Carlos Hatoa Nunes (14.01.2012 — 29.06.2012) (апостольский администратор);
- архиепископ Claudio Dalla Zuanna S.C.I. (29.06.2012 — по настоящее время).